# Shigeo Fukuda
Shigeo Fukuda (jap. 福田 繁雄, Fukuda Shigeo; * 4. Februar 1932 in der Präfektur Tokio; † 11. Januar 2009 in Tokio) war ein japanischer Grafikdesigner und Plakatkünstler.

## Leben und Werk
Shigeo Fukuda studierte Design an der Tokyo University of Fine Arts and Music (heute Tokyo University of the Arts). Sein Studium schloss er 1956 ab und arbeitete anschließend als Mitarbeiter von Mitsui Katsui in der Werbeabteilung bei Ajinomoto. 1958 gründete er mit Kono Takashi das Graphikatelier Deska, ab 1960 war Shigeo Fukuda als freischaffender Graphikdesigner tätig.
1960 lernte Shigeo Fukuda anlässlich der World Design Conference in Tokyo den italienischen Grafikdesigner Bruno Munari kennen, dessen Arbeiten fortan einen entscheidenden Einfluss auf ihn ausübten.
Shigeo Fukuda unterrichtete seit 1980 als Dozent und Lehrer an der Tokyo University of Fine Arts and Music, an der Yale University New Haven, am Kanazawa College of Art, an der Osaka University of Arts, an der Nihon-Universität und der Nagoya Zokei University of Art & Design. In China lehrte er an der Tsinghua University, der Northwestern Polytechnical University in Xian und der Sichuan-University.
Als einer der vielseitigsten und kreativsten japanischen Künstler greift Fukudas Schaffen häufig auch auf andere Bereiche über. So begann er nach der Geburt seiner Tochter Miran 1963 Spielzeuge zu entwerfen und Kinderbücher zu illustrieren. Seine Spielzeuge, z. B. Holzpuzzles, die auf unterschiedliche Arten zusammengesetzt werden können, oder Origami-Figuren, nahmen Bezug auf das traditionelle japanische Handwerk. Seit den 1980er Jahren fertigte Fukuda vermehrt dreidimensionale Objekte mit optischen Täuschungen, z. B. die Skulptur Duet, die von vorn einen Pianisten darstellt, von der Rückseite aber einen Geiger. Inspiriert von Maurits Cornelis Escher und Giovanni Segantini zielte Fukuda in diesen Werken auf die Täuschungsmöglichkeit des menschlichen Auges. Manche nannten ihn einen Illusionskünstler.
Verspieltheit, Witz und Erfindungsreichtum kennzeichnen sein vielschichtiges kreatives Schaffen.

### Plakatgestaltung
Internationale Anerkennung als Plakatkünstler erlangte Shigeo Fukuda mit seinem Entwurf für die Weltausstellung 1970 in Osaka. Danach erhielt er fast jährlich Preise und Auszeichnungen auf internationalen Plakat-Ausstellungen. Zu seinen bekanntesten Plakaten zählt sicher „Victory 1945“ (Nachdruck 1990: „Victory “), das er 1975 zum Gedenken an das Ende des Zweiten Weltkriegs entwarf. Für das Buch „Plakate gegen den Krieg“ wurde es 1983 von Max Bartholl als Umschlagmotive verwendet. Mit minimalen grafischen Mitteln erzeugte Fukuda eine maximale visuelle Wirkung.
An die 1.200 Plakate entwarf Shigeo Fukuda im Laufe seines Lebens. Seine Familie schenkte diese Plakatsammlung nach seinem Tod 2009 dem DNP Graphic Design Archive. DNP (Dai Nippon Printing) hat seit 1986 in fünf Ausstellungen in den Galerien ggg (Tokyo) und ddd (Osaka) sein Plakatschaffen gewürdigt.

### Mitgliedschaften
Shigeo Fukuda war Mitglied in der Alliance Graphique Internationale (AGI), im Art Directors Club (ADC) New York, der Royal Society of Arts und von 2001 bis zu seinem Tod Präsident der Japan Graphic Designers Association (JAGDA).

### Sammlungen
Werke von Shigeo Fukuda sind in internationalen Sammlungen vertreten, unter anderen im Museum of Modern Art in New York, im Stedelijk Museum in Amsterdam, im Museum für Gestaltung Zürich und im Centre Georges-Pompidou in Paris.

## Auszeichnungen (Auswahl)
- 1972: 1. Preis Internationale Plakat-Biennale Warschau
- 1975: Supreme Award, Internationaler Plakatwettbewerb anlässlich der 30. Gedenkfeier zum Ende des Zweiten Weltkriegs in Polen
- 1975: Best Award Designwettbewerb für die Gedenkmünze der Olympischen Spiele in Montreal
- 1976: Newcomer-Prize der Japanischen Graphic Designers Assoc. (JAGDA)
- 1984: 1. Preis Internationaler Friedensplakat-Wettbewerb Moskau
- 1986: Mainichi Designpreis
- 1987: Aufnahme in den Art Directors Club (ADC) New York und die Hall of Fame
- 1995: Preis für sein Lebenswerk, Internationale Plakat-Biennale Helsinki
- 1998: 1. Preis Grafikdesign-Wettbewerb für die Weltausstellung in Lissabon
- 2007: Masaru Katsumi Award

## Veröffentlichungen
- Reiner Diederich, Richard Grübling, Horst Trapp (Hrsg.): Plakate gegen den Krieg. Beltz Verlag, Weinheim und Basel 1983, ISBN 3-407-85030-1.
- Catherine Bürer: Kirei – Plakate aus Japan. Edition Stemmle, Schaffhausen 1993, ISBN 3-905514-05-2.
- Shigeo Fukuda. World Graphic Design 8. Ginza Graphic Gallery, Tokyo 1993, 5. Auflage 2009, ISBN 978-4-924956-08-7.
- David Fischbach (Hrsg.): Die Galerie im Setzkasten. Der Sammler Arno Stolz. Niggli Verlag, Salenstein 2019, ISBN 978-3-7212-0986-0.